# Bezannes
Bezannes är en kommun i departementet Marne i regionen Grand Est (tidigare regionen Champagne-Ardenne) i nordöstra Frankrike. Kommunen ligger i kantonen Reims 5e Canton som tillhör arrondissementet Reims. År 2022 hade Bezannes 4 456 invånare.

## Befolkningsutveckling
Antalet invånare i kommunen Bezannes
| Referens: INSEE |